# Gianluigi Donnarumma
Gianluigi Donnarumma (ur. 25 lutego 1999 w Castellammare di Stabia) – włoski piłkarz, występujący na pozycji bramkarza we francuskim klubie Paris Saint-Germain oraz w reprezentacji Włoch. Młodszy brat Antonia Donnarummy.

## Kariera klubowa

### AC Milan
Donnarumma wychował się w Akademii Piłkarskiej klubu SSC Napoli w rodzinnym Castellammare di Stabia. W wieku 14 lat podpisał kontrakt z Milanem za opłatę w wysokości 250 tys. euro. W latach 2013 i 2015 był częścią Akademii Młodzieżowej Rossonerich, gdzie zawsze grał w grupie wiekowej powyżej jego wieku. Na trzy dni przed swoimi 16 urodzinami, w lutym 2015 otrzymał pierwsze powołanie do dorosłego zespołu od menedżera Inzaghiego. Nie znalazł się jednak na ławce rezerwowych w ligowym meczu przeciwko Cesenie, ponieważ jego obecność na ławce wymagała szczególnej dyspensy ze względu na wiek.
Na początku sezonu 2015/2016 Donnarumma przebił się do dorosłego zespołu u trenera Mihajlovicia. Początkowo był trzecim bramkarzem za Diego Lópezem i Christianem Abbiatim. Podczas tournée przed sezonem w Mediolanie zadebiutował w meczu z Realem Madryt 30 lipca. Kolejny raz znalazł się w składzie w meczu przeciwko Sassuolo w finale Trofeum TIM. Donnarumma zadebiutował w Serie A 25 października przeciwko Sassuolo na stadionie San Siro. Pomógł zespołowi osiągnąć zwycięstwo 2-1 po trzech meczach bez zwycięstwa. W wieku 16 lat i 242 dni był drugim najmłodszym bramkarzem, który zagrał mecz ligowy w historii włoskiej piłki nożnej. Następnie Diego López nazwał go „przyszłością Milanu i włoskiej piłki nożnej”. Donnarumma otrzymał pierwszą kartkę trzy dni później w zwycięskim pojedynku z Chievo 1-0. Po trzech kolejnych zwycięstwach z udziałem Donnarummy, Milan uniknął porażki z Atalantą w wyniku imponującej postawy młodego bramkarza. Włoska prasa, w tym La Gazzetta dello Sport pisały o nim: „Donnarumma wyczyniał cuda”. Jego dobre występy, sprawiły, że znalazł się wśród 25 najlepszych piłkarzy świata wybieranych przez Don Balón w kategorii wiekowej poniżej 21 lat.
Na początku 2016 Donnarumma wygrał konkurencję o miejsce w bramce z Lópezem, a potem zaproponowano mu trzyletni kontrakt. W marcu doznał urazu głowy podczas zderzenia z Fabrizio Cacciatore. Donnarumma wystąpił w przegranym meczu z Juventusem 1-0 w finale Pucharu Włoch.

### Paris Saint-Germain
14 lipca 2021 Paris Saint-Germain ogłosiło podpisanie kontraktu z zawodnikiem do 30 czerwca 2026.

## Kariera reprezentacyjna
Donnarumma na początku był bramkarzem w reprezentacji Włoch U-17 na Mistrzostwach Europy UEFA do lat 17 w 2015. W następnym roku 24 marca zadebiutował w kategorii wiekowej U-21 przeciwko Irlandii, stając się najmłodszym graczem, który grał dla zespołu w wieku 17 lat i 28 dni, bijąc dotychczasowy rekord, należący do Federico Bonazzoliego. W czerwcu 2017 został powołany do reprezentacji Włoch do lat 21 na młodzieżowe Mistrzostwa Europy w Polsce, które odbyły się w czerwcu.
Chociaż przewidywano jego udział na Mistrzostwach Europy UEFA w 2016, Donnarumma nie wywalczył sobie miejsca w składzie u trenera Antonio Conte i nie pojechał na turniej. 27 sierpnia został powołany do dorosłej reprezentacji Włoch przez Gian Piero Venturę na mecz z Francją 1 września i mecz eliminacyjny do Mistrzostw Świata 2018 w dniu 5 września przeciwko Izraelowi, stając się najmłodszym piłkarzem powołanym do dorosłej kadry od 1911 roku. 1 września zadebiutował w meczu przeciwko Francji, zastępując w przerwie Buffona. 28 marca 2017 zadebiutował po raz pierwszy w podstawowym składzie w meczu z Holandią. Został najmłodszym bramkarzem Włoch, mając 18 lat i 31 dni.
W 2021 zdobył z reprezentacją Włoch mistrzostwo Europy na Euro 2020 i został wybrany najlepszym piłkarzem turnieju.

## Życie prywatne
Gianluigi Donnarumma urodził się w Castellammare di Stabia w prowincji Neapol. Jest synem Alfonso i Marinelli. Jego starszy brat, Antonio, również przeszedł przez system młodzieżowy w Mediolanie jako bramkarz, a w latach 2017–2021 był także jego kolegą z drużyny. Od dzieciństwa kibicował AC Milanowi, chociaż jego wzorem do naśladowania i ulubionym piłkarzem był Gianluigi Buffon.

## Statystyki kariery
Stan na 4 czerwca 2025.
| Zespół             | Sezon              | Liga | Liga | Puchar | Puchar | Europa | Europa | Pozostałe | Pozostałe | Łącznie | Łącznie |
| Zespół             | Sezon              | M    | G    | M      | G      | M      | G      | M         | G         | M       | G       |
| ------------------ | ------------------ | ---- | ---- | ------ | ------ | ------ | ------ | --------- | --------- | ------- | ------- |
| Milan              | 2015/16            | 30   | 0    | 1      | 0      | –      | –      | –         | –         | 31      | 0       |
| Milan              | 2016/17            | 38   | 0    | 2      | 0      | –      | –      | 1         | 0         | 41      | 0       |
| Milan              | 2017/18            | 38   | 0    | 4      | 0      | 11     | 0      | –         | –         | 53      | 0       |
| Milan              | 2018/19            | 36   | 0    | 2      | 0      | 0      | 0      | 1         | 0         | 39      | 0       |
| Milan              | 2019/20            | 36   | 0    | 3      | 0      | 0      | 0      | –         | –         | 39      | 0       |
| Milan              | 2020/21            | 37   | 0    | 0      | 0      | 11     | 0      | –         | –         | 48      | 0       |
| PSG                | 2021/22            | 17   | 0    | 2      | 0      | 5      | 0      | –         | –         | 24      | 0       |
| PSG                | 2022/23            | 38   | 0    | 1      | 0      | 8      | 0      | 1         | 0         | 48      | 0       |
| PSG                | 2023/24            | 25   | 0    | 4      | 0      | 12     | 0      | 1         | 0         | 42      | 0       |
| PSG                | 2024/25            | 24   | 0    | 0      | 0      | 15     | 0      | 1         | 0         | 40      | 0       |
| Łącznie w karierze | Łącznie w karierze | 319  | 0    | 19     | 0      | 62     | 0      | 4         | 0         | 404     | 0       |

Stan na 4 czerwca 2025. 
| Reprezentacja | Rok     | Mecze | Gole | Czyste Konta |
| ------------- | ------- | ----- | ---- | ------------ |
| Włochy        | 2016    | 2     | 0    | 1            |
| Włochy        | 2017    | 2     | 0    | 1            |
| Włochy        | 2018    | 7     | 0    | 2            |
| Włochy        | 2019    | 5     | 0    | 3            |
| Włochy        | 2020    | 6     | 0    | 4            |
| Włochy        | 2021    | 18    | 0    | 10           |
| Włochy        | 2022    | 10    | 0    | 3            |
| Włochy        | 2023    | 10    | 0    | 3            |
| Włochy        | 2024    | 10    | 0    | 2            |
| Włochy        | 2025    | 2     | 0    | 0            |
| Łącznie       | Łącznie | 72    | 0    | 29           |

## Sukcesy

### AC Milan
- Superpuchar Włoch: 2016

### Paris Saint-Germain
- Mistrzostwo Francji: 2021/2022
- Superpuchar Francji: 2022

### Reprezentacyjne
- Mistrzostwo Europy: 2020

### Indywidualne
- Najlepszy zawodnik Mistrzostw Europy: 2020
- Bramkarz roku w plebiscycie Globe Soccer Awards: 2021[21]
- Drużyna Roku na świecie według IFFHS: 2021[22][23]
- Drużyna Roku UEFA według IFFHS: 2021[24]
- Jedenastka Roku FIFA FIFPro: 2021[25]